# Made Out of Babies

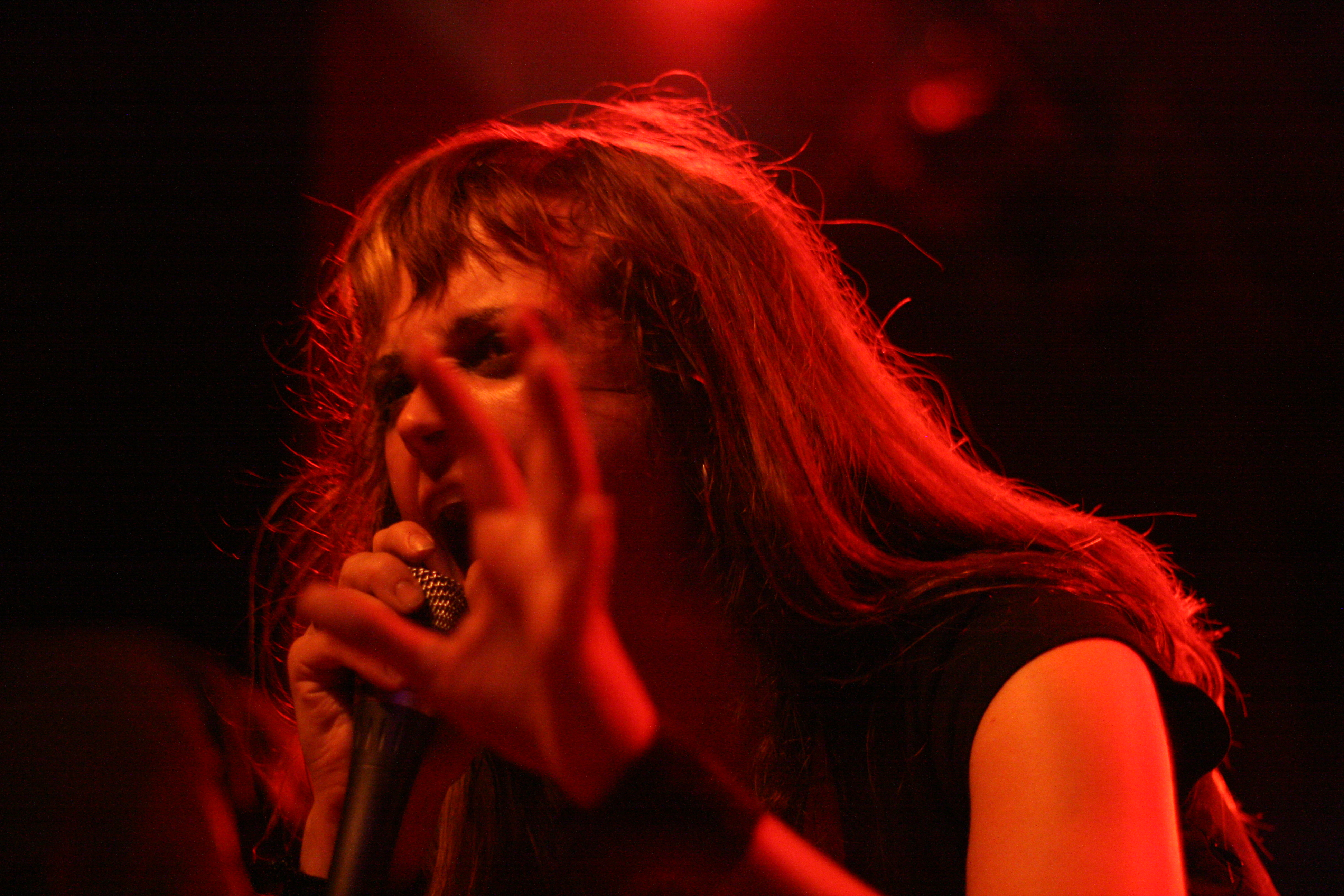

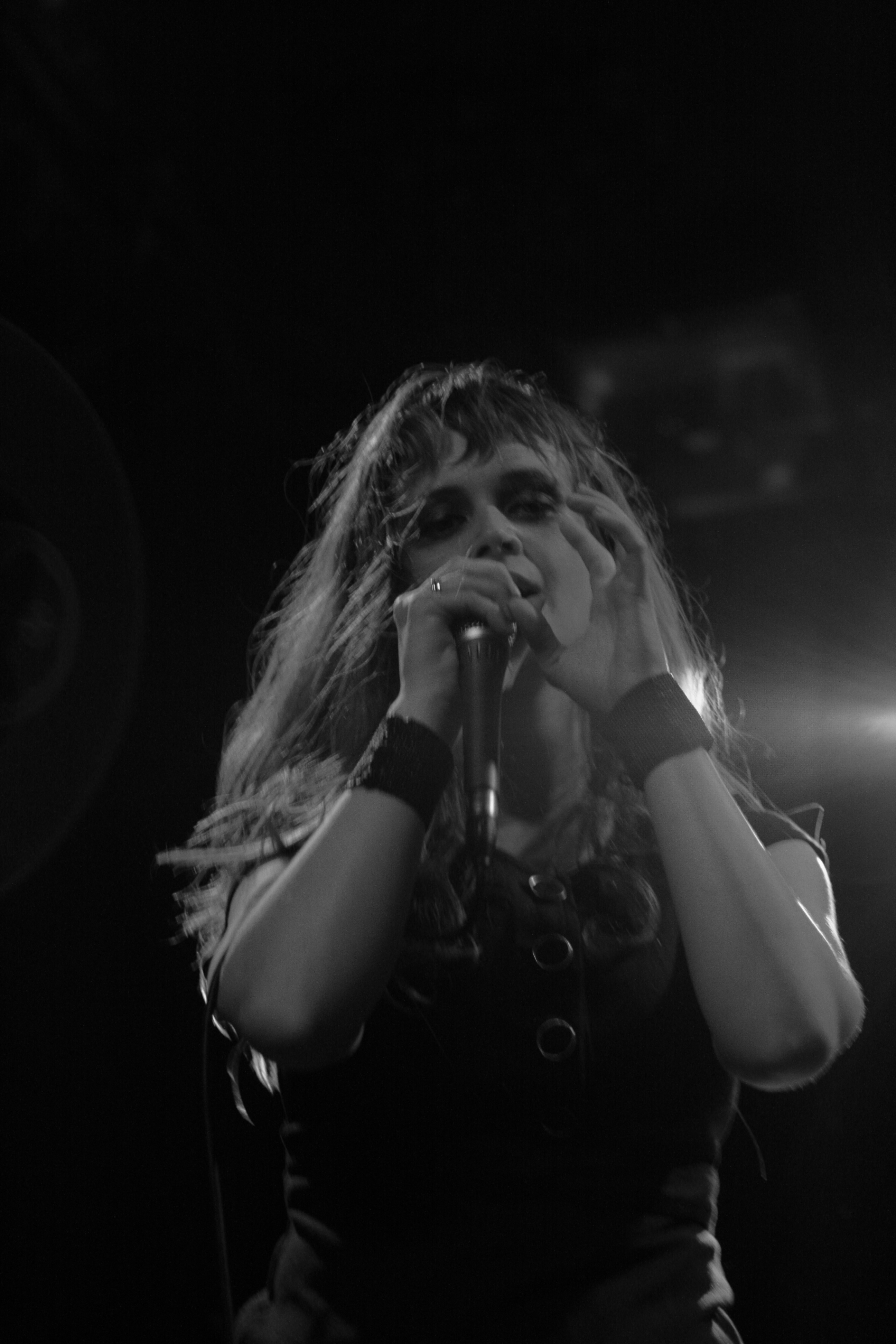

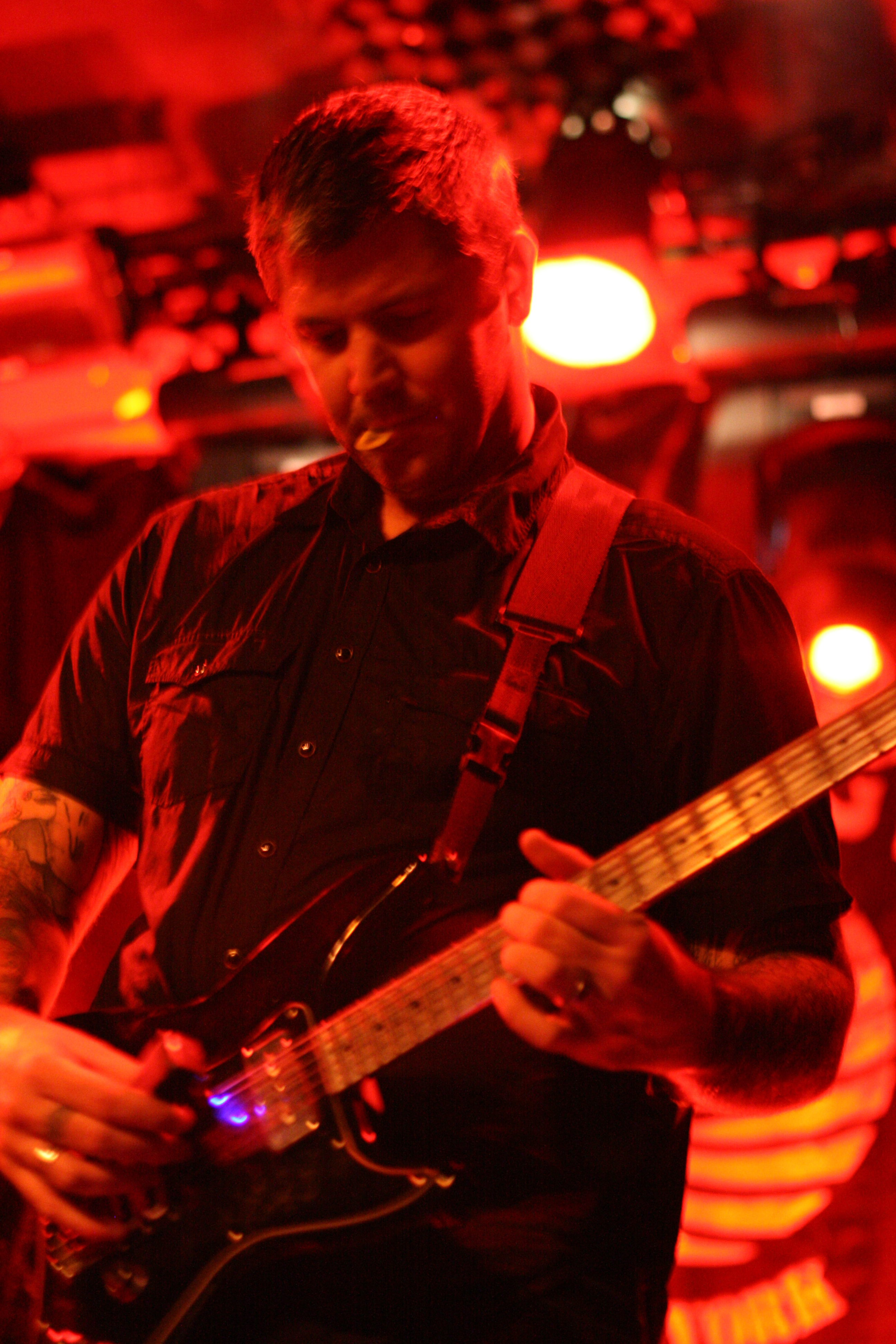

Made Out of Babies – amerykański zespół muzyczny zaliczany do nurtów noise rock i post hardcore.

## Muzycy
- Matthew Egan (Cleanteeth) – perkusja
- Brendan "Bunny" Tobin (Red Sparowes) – gitara elektryczna
- Julie Christmas (Battle of Mice) – wokal
- Eric Cooper (Pigs) – bas

## Dyskografia

### Albumy
- Trophy (2005, Neurot Recordings)
- Coward (2006, Neurot Recordings)
- The Ruiner (2008, The End Records)

### EPki
- Triad (split z Red Sparowes i Battle of Mice) (2006, Neurot Recordings)

### Kompilacje
- We Reach: The Music of the Melvins (2005 tribute album zespołu Melvins, Fractured Transmitter Recording Company)